# 费兰·马丁内斯
费兰·马丁内斯（西班牙語：Ferran Martínez，1968年4月25日—），西班牙男子篮球运动员。他曾代表西班牙国家队参加1990年和1994年国际篮联世界锦标赛。他也曾出战1988年夏季奥林匹克运动会。